# Sandsend Ness
Sandsend Ness är en udde i Storbritannien.   Den ligger i riksdelen England, i den centrala delen av landet, 300 km norr om huvudstaden London.
Terrängen inåt land är platt åt sydväst, men åt sydväst är den kuperad. Havet är nära Sandsend Ness åt nordost. Runt Sandsend Ness är det ganska tätbefolkat, med 129 invånare per kvadratkilometer. Närmaste större samhälle är Whitby, 4,6 km sydost om Sandsend Ness. Trakten runt Sandsend Ness består i huvudsak av gräsmarker.